# Mathieu de Layensplein
Het Mathieu de Layensplein, ook bekend als De Layensplein of Layensplein, is een plein dat zich situeert in het centrum van de Belgische stad Leuven. Het ligt op de plaats waar de Dirk Boutslaan op de Sint-Pieterskerk uitloopt. Via de Mechelsestraat is het plein verbonden met de Grote Markt, dat aan een andere zijde van de Sint-Pieterskerk ligt.

## Situering en geschiedenis
Het Mathieu de Layensplein ligt aan de Sint-Pieterskerk en werd na de Eerste Wereldoorlog aangelegd in een wijk die tot dan bekend stond als de Slachthuiswijk. De plaats waar het plein kwam, heette De Zeven Hoeken, omdat daar de Pensstraat, Leverstraat, Mechelsestraat, Schrijnmakersstraat en Jodenstraat elkaar kruisten. Tot 1940 was de naam van het plein Parvis Saint-Pierre (parvis is de Franse term voor een plein dat aan de ingang van een kerk ligt). Sindsdien is het bekend als het Mathieu de Layensplein, wat een verwijzing is naar de Leuvense architect Matthijs de Layens.
Door de aanleg van het plein werd de Mechelsestraat onderbroken. De straat begint nu aan de Grote Markt en loopt langs de Sint-Pieterskerk naar het Mathieu de Layensplein. Aan de overzijde van het plein loopt de Mechelsestraat verder richting de Vismarkt. Op de plaats waar de Schrijnmakersstraat en de Mechelsestraat op het plein uitlopen, ligt de mijlpaal Middelpunt der stad Leuven. Enkele meters verder staat een standbeeld van de beroemde humanist Desiderius Erasmus. 
In de Schrijnmakersstraat, een zijstraat van het plein, wordt sinds 2015 het tv-programma Dagelijkse kost opgenomen.

## Evenementen
Net zoals op de Oude Markt en Grote Markt vinden er ook op het Mathieu de Layensplein culturele evenementen plaats. Zo worden er op het plein regelmatig muziekoptredens georganiseerd die deel uitmaken van onder meer Marktrock en de Beleuvenissen. Er is ook wekelijks een rommelmarkt op het plein.
De wielerwedstrijd Brabantse Pijl vertrekt op de Grote Markt. Het wielerpeloton rijdt vervolgens via het Mathieu de Layensplein de Dirk Boutslaan op.